# Церацієві
Церацієві (Ceratiidae) — родина костистих риб ряду Вудильникоподібні (Lophiiformes). Представники родини поширені у всіх океанах на великих глибинах. У церацієвих дуже маленькі редуковані очі, верхній майже горизонтальний рот та люмінісцентні органи на вудилищі та інших придатках.
Для родини характерний статевий паразитизм, коли самець, що набагато менший за самицю, прикріплюється до неї. При цьому більшість органів (очі, нюхові органи, травна система тощо) самця редукуються, його кровоносна система зливається із системою самиці, але збільшуються репродуктивні органи. Після такого метаморфозу самець не може жити самостійно, він живиться лише за допомогою кровоносної системи самиці. 
Статевий диморфізм проявляється і у розмірі статей, наприклад самиця Ceratias holboelli сягає близько 120 см завдовжки, вільноживучий самець лише 14 см, а паразитуючий самець зменшується до 1,3 см.

## Класифікація
Родина містить 4 види у двох родах:
- Рід Ceratias
  - Ceratias holboelli Krøyer, 1845.
  - Ceratias tentaculatus (Norman, 1930).
  - Ceratias uranoscopus Murray, 1877.
- Рід Cryptopsaras
  - Cryptopsaras couesii Gill, 1883.